# Siegel Clyne
Siegel Clyne (シーゲル・クライン Shīgeru Kurain) es un personaje secundario en la serie japonesa de animé, Mobile Suit Gundam SEED y el principal antagonista en Mobile Suit Gundam SEED. Es un político, diplomático y  científico de la nación PLANT, que fue fundador, junto con Patrick Zala, de ZAFT y por tanto uno de los grandes líderes que condujeron a la independencia de la nación PLANT.
Ejerció durante 19 años como Presidente del Consejo Supremo PLANT, del cual es miembro fundador,  desde el momento de su creación en el año 53 era cósmica hasta el año 72 era cósmica, cuando es sucedido por Patrick Zala como presidente del Consejo Supremo PLANT. 
En desacuerdo con las políticas radicales de Patrick Zala, Clyne se convierte en su opositor junto con su hija Lacus Clyne, siendo acusado de traición y perseguido por Zala, pasa a liderar la denominada Facción Clyne, una aglomeración de sectores militares en desacuerdo con las políticas genocidas emprendidas por el gobierno de Patrick Zala contra los Naturales y que se dedica a develar la verdad detrás de la fachada de "Guerra Justa", que es planteada por las autoridades, lo que ocasiona su muerte en el año 72 era cósmica, pasando su hija a liderar la Facción Clyne.